# Список персонажей романа «Анна Каренина»

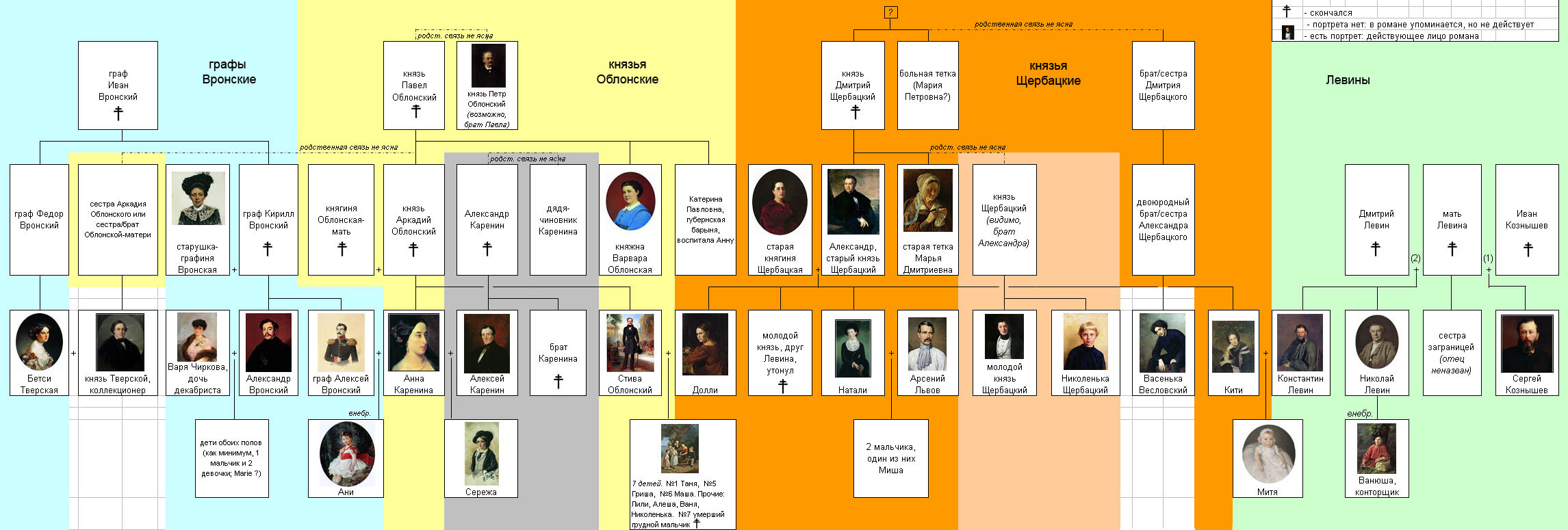
Родственные связи между персонажами романа

Ниже представлен список персонажей романа Льва Николаевича Толстого «Анна Каренина».
Для удобства список разбит на категории; внутри каждой категории отсортирован по алфавиту.
Для каждого персонажа указана часть (арабская цифра) и глава (римская цифра), в которых он впервые появляется на страницах романа.

## Центральные персонажи
- Вронский, Алексей Кириллович, граф. 1, XIV
- Каренин, Алексей Александрович, муж Анны. 1, XXX
- Каренина, Анна Аркадьевна. 1, XVIII
- Лёвин, Константин Дмитриевич, 32 года, друг Стивы. 1, V
- Облонская, Дарья Александровна (Долли), 33 года, жена Стивы. 1, IV
- Облонский, Степан Аркадьевич (Стива), 34 года, муж Долли, брат Анны. 1, I
- Щербацкая, Екатерина Александровна (Кити), сестра Долли, позже — жена Лёвина, 18 лет. 1, IX

## Эпизодические персонажи
- Варвара Андреевна (Варенька), знакомая Кити на водах. 2, XXX
- Каренин, Сергей Алексеевич (Серёжа), сын Анны и Алексея Александровича, 8 лет. 1, XXXII
- Жюль Ландо (Jules Landau, граф Беззубов), ясновидящий. 7, XXI
- Михайлов, художник. 5, X
- Рябинин, Михаил Игнатьевич, купец. 2, XVI

## Другие персонажи
- Агафья Михайловна, экономка Лёвина. 1, XXVI
- Лёвин, Николай Дмитриевич, старший брат Константина Лёвина. 1, XXIV
- Лидия Ивановна, графиня, приятельница Каренина. 1, XXXII
- Марья Николаевна (Маша), сожительница Николая Лёвина. 1, XXIV
- Мягкая, княгиня. 2, VI
- Серпуховский, генерал, приятель Вронского. 3, XXI
- Тверская, Елизавета Фёдоровна (Бетси), княгиня, подруга Анны. 2, IV
- Щербацкий, Александр Дмитриевич, князь, отец Долли и Кити. 1, XIV
- Кознышев, Сергей Иванович, старший брат Константина Лёвина по линии матери, 1, V; 1, VII; 3, II и др.

## Менее значимые персонажи

### Дворяне
- Анастасия, свояченица Свияжского. 3, XXVI
- Боль, графиня. 7, VI
- Василий (Васька), молодой человек, приятель Сафо Штольц. 3, XVIII
- Весловский, Василий (Васенька), троюродный брат Щербацких. 6, VI
- Вронская, Варвара (Варя), жена Александра Вронского. 4, XXIII
- Вронская, графиня, мать Алексея Вронского. 1, XVIII
- Вронский, Александр Кириллович, граф, брат Алексея Вронского. 2, XXIV
- Голенищев, знакомый Вронского. 5, VII
- Гриневич, Михаил Станиславович, камер-юнкер, сослуживец Стивы. 1, V
- Калужский, князь. 3, XVIII
- Корсунский, Егор (Егорушка), дирижер бала. 1, XXII
- Львов, Арсений, муж Натали. 7, IV
- Львова, Наталья Александровна (Натали), сестра Долли и Кити. 5, IV
- Неведовский, дворянин. 6, XXVI
- Нордстон, Мария, графиня, подруга Кити. 1, XIV
- Облонская, Варвара, тетка Анны. 5, XXXII
- Облонская, Лилия Степановна (Лили), дочь Стивы и Долли. 3, VIII
- Облонская, Татьяна Степановна (Таня), дочь Стивы и Долли. 1, III
- Облонский, Алексей Степанович (Алёша), сын Стивы и Долли. 3, VIII
- Облонский, Григорий Степанович (Гриша), сын Стивы и Долли. 1, III
- Облонский, Николай Степанович, сын Стивы и Долли.
- Облонская, Мария Степановна, дочь Стивы и Долли.
- Свияжский, Николай Иванович, помещик, приятель Лёвина. 3, XXVI
- Синявин, граф, гость на свадьбе Лёвина. 5, V
- Снетков, Михаил Степанович, предводитель дворянства. 6, XXVIII
- Стремов, государственный деятель, оппонент Каренина. 3, XVIII
- Тушкевич, любовник княгини Тверской. 3, XVII
- Чарская, княжна, гостья на свадьбе Лёвина. 5, V
- Шильтон, баронесса, приятельница Петрицкого. 1, XXXIV
- Шталь (мадам Шталь), дама, встреченная Щербацкими на водах. 2, XXX
- Штольц, Сафо, гостья княгини Тверской. 3, XVIII
- Щербацкая, княгиня, мать Долли и Кити. 1, XIV
- Щербацкий, Николай, двоюродный брат Долли и Кити. 1, IX

### Прочие персонажи
- Воркуев, издатель. 7, X
- Гагин, знакомый Туровцына. 7, VII
- Ганна, англичанка, воспитанница Анны. 7, X
- Демин, командир полка Вронского. 3, XXI
- Друбецкая, гостья на свадьбе Лёвина. 5, V
- Калинина, штабс-капитанша, просительница, пришедшая к Облонскому. 1, III
- Камеровский, ротмистр, приятель Вронского. 1, XXXIV
- Катавасов, университетский товарищ Лёвина. 5, II
- Корд, грум, ухаживающий за лошадью Вронского перед скачками. 2, XXI
- Корсунская, гостья на свадьбе Лёвина. 5, V
- Крицкий, друг Николая Лёвина. 1, XXIV
- Лизавета Петровна. 7, XIII
- Марья Евгеньевна, знакомая Щербацких на водах. 2, XXXII
- Меркалова, Елизавета (Лиза), знакомая княгини Тверской. 3, XVIII
- Метров, известный учёный, знакомый Катавасова. 7, III
- Михаил Петрович, помещик, гость Свияжского. 3, XVIII
- Никитин, Филипп Иванович, сослуживец Стивы. 1, V
- Николаева, фрейлина, гостья на свадьбе Лёвина. 5, V
- Песцов, знакомый Стивы. 4, IX
- Петрицкий, товарищ Вронского. 1, XXXIV
- Петров, Михаил Алексеевич, живописец, встреченный Щербацкими на водах. 2, XXXIII
- Петрова, Анна Павловна, жена живописца Петрова. 2, XXXIII
- Слюдин, Михаил Васильевич, управляющий делами Алексея Каренина. 2, XXVI
- Туровцын, знакомый Стивы. 4, IX
- Чириков, шафер на свадьбе Лёвина. 5, II
- Яшвин, ротмистр. 2, XIX

### Слуги
- Анна (Аннушка), горничная Карениной. 1, XXIX
- Василий Лукич, гувернер Серёжи Каренина. 5, XXVI
- Василий Фёдорович, приказчик Лёвина. 1, XXVI
- Василий, лакей в гостинице Дюссо. 4, VII
- Егор, лакей в гостинице Дюссо. 4, XIV
- Карл Фёдорович, управляющий в поместье Вронского. 6, XXII
- Корней, камердинер Каренина. 4, III
- Кузьма, слуга Лёвина. 1, XXVI
- Линон (Linon), гувернантка Кити. 1, IX
- Матвей, камердинер Стивы. 1, II
- Матрёна Филимоновна, няня в доме Облонских. 1, II
- Михаил Иванович, учитель Серёжи Каренина. 5, XXVI
- Петров (Капитоныч), швейцар в доме Карениных в Петербурге. 4, XVII
- Терентий, кучер в Ергушове. 3, VIII
- Филипп, кучер Лёвина. 6, XXIV

### Крестьяне
- Василий, работник Лёвина. 2, XIII
- Михаил (Мишка), молодой мужик Лёвина. 3, V
- Михаил (Мишка), работник Лёвина. 2, XIII
- Парменов, Иван (Ванька), молодой мужик, сын Парменыча. 3, XI
- Парменыч, старый мужик. 3, XI
- Тит, мужик Лёвина. 3, IV
- Фёдор, работник Лёвина. 8, XI
- Фомич, мужик Лёвина. 3, II